# Новое большинство (Чили)
«Новое большинство» (исп. Nueva Mayoría) — широкая коалиция политических партий Чили, в которую вошли, в основном, левоцентристские и левые партии, поддерживавшие кандидатуру Мишель Бачелет на президентских выборах 2013 года. На всеобщих выборах в том же году смогла получить относительное большинство мандатов в обеих палатах парламента, но не необходимые 2/3 мандатов для изменения пиночетовской Конституции, что было обещано президентом Бачелет и невыполнение чего серьёзно подорвало поддержку блока.
Фактически прекратила свою деятельность после выхода из неё ХДП в 2017 году, окончательно раскололась в марте 2018 года после поражения на очередных парламентских и президентских выборах. Бывшие члены коалиции сформировали блоки «Прогрессивная конвергенция» (социалисты и радикалы) и «Достойное Чили» (коммунисты и левоцентристы), тактически продолжая сотрудничать друг с другом и с христианскими демократами (в частности, все они поддержали протесты 2020 года и референдум по новой Конституции).

## Состав коалиции
В коалицию вошли 4 партии бывшей правящей с 1989 года Коалиции партий за демократию (Concertación): Социалистическая партия, Христианско-демократическая партия, Партия за демократию и Социал-демократическая радикальная партия, а также партии блока «Вместе мы можем большее» во главе с Коммунистической партией и независимые левоцентристы. Таким образом, впервые за историю Чили все левые силы страны смогли объединиться.
| Партия                                    | Оригинальное название           |
| ----------------------------------------- | ------------------------------- |
| MAS Region                                | MAS Región                      |
| Христианско-демократическая партия        | Partido Demócrata Cristiano     |
| Партия левых горожан                      | Izquierda Ciudadana             |
| Коммунистическая партия                   | Partido Comunista               |
| Партия за демократию                      | Partido por la Democracia       |
| Социал-демократическая радикальная партия | Partido Radical Socialdemócrata |
| Социалистическая партия                   | Partido Socialista              |

## Участие в выборах
После регистрации в апреле 2013 года коалиция провела первичные выборы, на которых представитель Социалистической партии Мишель Бачелет получила 73 % голосов. Она была выдвинута от коалиции на президентских выборах 2013 года. Во втором туре Бачелет получила 62 % голосов избирателей и одержала победу над кандидатом от правоцентристской коалиции «Альянс за Чили» Эвелин Маттеи.
На президентских выборах 2017 года коалиция выдвинула своим кандидатом независимого кандидата Алехандро Гильера, который потерпел поражение от представителя блока «Чили, вперёд!» Себастьяна Пиньеры, уже раннее занимавшего пост президента страны.